# ArCADiasoft
ArCADiasoft Chudzik sp. j. – przedsiębiorstwo informatyczne tworzące oprogramowanie CAD dla budownictwa. Historia działalności przedsiębiorstwa sięga połowy 1997 roku, kiedy to powstało przedsiębiorstwo INTERsoft – software w budownictwie. Jego założycielem był absolwent Politechniki Łódzkiej mgr inż. budownictwa Jarosław Chudzik. W 2009 roku, w wyniku przekształcenia spółek INTERsoft sp. z o.o. i INTERserwer sp. z o.o., powstały dwa podmioty: ArCADiasoft Chudzik sp. j. – odpowiedzialna za produkcję i rozwój oprogramowania dla budownictwa oraz INTERsoft sp. z o.o. – odpowiedzialny za jego dystrybucję i licencjonowanie.

## Historia
- 1997

Pierwszym etapem działalności firmy ArCADiasoft (dawniej INTERsoft) było wprowadzenie na rynek programu ArCon-Wizualna Architektura w wersji zlokalizowanej na język polski wraz z obszernym podręcznikiem. Na podstawie umowy z niemiecką firmą mb-Software AG, jednym z największych przedsiębiorstw informatycznych w branży budowlanej w Niemczech, przygotowano polską wersję programu i dostosowano ją do polskich zasad i warunków projektowania. Program ten został zaprezentowany polskim architektom w październiku 1997 r. Jego sukces przyczynił się do rozwoju firmy. Potwierdzeniem uznania dla firmy było przyznanie przez architektów i inżynierów Nagrody Publiczności na Międzynarodowych Targach Zastosowań Informatyki CAD/CAM 98 w Warszawie. Program ArCon stał się narzędziem wykorzystywanym przez architektów, architektów wnętrz przygotowujących wizualizacje, przez przedsiębiorstwa meblarskie do prezentacji swojej oferty klientom oraz przez przedsiębiorstwa projektujące i budujące domy jednorodzinne, jako przeglądarka gotowych projektów.
- 2000

W sprzedaży pojawił się autorski program Konstruktor, efekt prac nad aplikacją, która stała się kompleksowym systemem oprogramowania inżynierskiego. Jest to aplikacja o budowie modułowej, posiadająca wspólny program zarządzający. Początkowo Konstruktor obejmował 5 modułów, aktualnie nadal jest rozbudowywany o kolejne moduły obliczeniowe oraz moduły rysunkowe, służące do wykonywania rysunków konstrukcyjnych w formacie DXF.
- 2002

ArCADiasoft jako jedyna firma z Europy Środkowo-Wschodniej przystąpiła do Konsorcjum ITC (Intellicad Technology Consortium, Portland, USA), grupującego przedsiębiorstwa z całego świata tworzące oprogramowanie IntelliCAD. Jest to program wspomagający projektowanie 2D i 3D. Ze względu na ten sam format zapisu danych (DWG) i filozofię działania przypomina on AutoCAD.
- 2004

Spółka ArCADiasoft została laureatem VII edycji Konkursu „Łódź Proponuje” organizowanego przez Prezydenta Miasta Łodzi. Nagrodzony w konkursie za swoją innowacyjność, walory użytkowe oraz jakość został program Konstruktor.
- 2005

Aplikacja NetMan 1.11 uzyskała certyfikat zgodności z platformą .NET. – Certified for Microsoft Platform. Program NetMan przeszedł proces testowania w firmie Veritest – niezależnym od Microsoft przedsiębiorstwie specjalizującym się w weryfikowaniu i w zapewnieniu jakości szerokiej grupy produktów. Firma została członkiem programu Microsoft Certified Partner®.
- 2007

Na podstawie umów zawartych pomiędzy firmami ArCADiasoft i Nemetschek A.G., firma była wiele lat dystrybutorem na Polskę programów Allplan Architektura oraz Allplan Inżynieria – najbardziej uznanego i powszechnie stosowanego w Europie systemu CAD.
Spółka ArCADiasoft dołączyła do grona przedsiębiorstw, które mogą się poszczycić tytułem Microsoft GOLD Certified Partner® z kompetencją ISV/Software Solution.
- 2009

Przekształcenie spółek INTERsoft sp. z o.o. i INTERserwer sp. z o.o., w wyniku którego powstały dwie wyspecjalizowane spółki: ArCADiasoft Chudzik sp. j. zajmująca się produkcją oprogramowania oraz INTERsoft sp. z o.o., która jest odpowiedzialna za jego dystrybucję.
Program ArCADia-TERMO otrzymał Złoty Medal targów BUDMA 2009.
ArCADiasoft zaczyna wydawać własne czasopismo pt. ArCADia-PRESS — kwartalnik o charakterze B2B, skierowany do osób związanych z branżą budowlaną, architektoniczną i instalacyjną.
- 2010

Program ArCADia-TERMO został laureatem jubileuszowej XX edycji konkursu „Teraz Polska”.
Nagroda Gospodarcza Województwa Łódzkiego dla firmy ArCADiasoft.
Spółka ArCADiasoft podpisała umowę współpracy z firmą ANTARES-Energo System na dystrybucję oprogramowania ArCADia-TERMO na rynku rosyjskim.
- 2012

Stowarzyszenie Polskie Towarzystwo Energetyczne wyróżniło firmę ArCADiasoft Medalem PTE za opracowanie i wdrożenie innowacyjnych programów: ArCADia-ARCHITEKTURA i ArCADia-TERMO.

## Produkty
- ArCADia BIM
- ArCADia-ARCHITEKTURA
- ArCADia-ARCHITEKTURA KRAJOBRAZU
- ArCADia-BIBLIOTEKI OBIEKTÓW
- ArCADia-DROGI EWAKUACYJNE
- ArCADia-INSTALACJE ELEKTRYCZNE
- ArCADia-INSTALACJE ODGROMOWE
- ArCADia-INSTALACJE GAZOWE
- ArCADia-INSTALACJE GAZOWE ZEWNĘTRZNE
- ArCADia-INSTALACJE GRZEWCZE
- ArCADia-INSTALACJE KANALIZACYJNE
- ArCADia-INSTALACJE WENTYLACYJNE
- ArCADia-SIECI ELEKTRYCZNE
- ArCADia-SIECI KANALIZACYJNE
- ArCADia-SIECI TELEKOMUNIKACYJNE
- ArCADia-INWENTARYZATOR
- ArCADia-TABLICE ROZDZIELCZE
- ArCADia-TERMOCAD
- ArCADia-RAMA
- ArCADia-3D MAKER
- ArCADia-3D VIEWER
- ArCADia-IFC RVT
- ArCADia-TEXT
- INTERsoft-INTELLICAD
- Ceninwest
- I.T.I.-INTERAKTYWNE TABLICE INŻYNIERSKIE
- Konstruktor
- EuroZłącza
- NetMan
- Wymarzony Ogród